# Polistes pseudoculatus
Polistes pseudoculatus är en getingart som beskrevs av Roy R. Snelling 1955. Polistes pseudoculatus ingår i släktet pappersgetingar, och familjen getingar. Inga underarter finns listade i Catalogue of Life.